# Decuella cubaorientalis
Decuella cubaorientalis – gatunek kosarza z podrzędu Laniatores i rodziny Biantidae. Jedyny znany przedstawiciel monotypowego rodzaju Decuella.

## Występowanie
Gatunek wykazany został z Kuby.